# Кој (Арканзас)
Кој (енгл. Coy) град је у америчкој савезној држави Арканзас.

## Демографија
По попису из 2010. године број становника је 96, што је 20 (-17,2%) становника мање него 2000. године.
| Група             | 2000.      | 2010.      |
| Белци             | 97 (83,6%) | 58 (60,4%) |
| Афроамериканци    | 16 (13,8%) | 24 (25,0%) |
| Азијати           | 0 (0,0%)   | 0 (0,0%)   |
| Хиспаноамериканци | 3 (2,6%)   | 14 (14,6%) |
| Укупно            | 116        | 96         |